# Хуан Карлос Багена
Хуан Карлос Багена (ісп. Juan Carlos Báguena; нар. 7 січня 1967) — колишній іспанський тенісист.
Найвищу одиночну позицію світового рейтингу — 206 місце досяг 15 січня 1990, парну — 107 місце — 9 вересня 1991 року.
Здобув 1 парний титул.
Найвищим досягненням на турнірах Великого шолома було 2 коло в парному розряді.

## Фінали турнірів ATP за кар'єру

### Парний розряд: 2 (1–1)
| Результат | W-L | Дата | Турнір            | Покриття | Партнер        | Суперники                  | Рахунок       |
| --------- | --- | ---- | ----------------- | -------- | -------------- | -------------------------- | ------------- |
| Перемога  | 1–0 | 1990 | Мадрид, Іспанія   | Ґрунт    | Омар Кампорезе | Андрес Гомес Хав'єр Санчес | 6–4, 3–6, 6–3 |
| Поразка   | 1–1 | 1991 | Флоренція, Італія | Ґрунт    | Карлос Коста   | Ула Юнссон Магнус Ларссон  | 6–3, 1–6, 1–6 |

## Титули на челленджерах

### Парний розряд: (2)
| Ранг | Рік  | Турнір              | Покриття | Партнер        | Суперники                       | Рахунок       |
| ---- | ---- | ------------------- | -------- | -------------- | ------------------------------- | ------------- |
| 1.   | 1988 | Страсбург, Франція  | Ґрунт    | Борха Урібе    | Павел Войтішек Іво Вернер       | 6–4, 6–3      |
| 2.   | 1990 | Касабланка, Марокко | Ґрунт    | Франсіско Ройг | Ктіслав Доседель Ріхард Крайчек | 7–5, 5–7, 6–4 |